# Thomas Gates (Gouverneur)

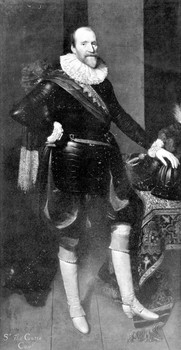
Thomas Gates

Sir Thomas Gates (* Colyford, East Devon; † vor dem 7. September 1622 in der Republik der Vereinigten Niederlande) war ein britisch-amerikanischer Politiker, Siedler und Soldat. 1610 und 1611 bis 1614 war er Gouverneur der Colony of Virginia.

## Leben
Über Gates’ frühes Leben ist fast nichts bekannt. In den 1580er Jahren schloss er sich der amerikanischen Armada des Francis Drake an und veröffentlichte 1589 den Bericht A summarie and true discourse of Sir Francis Drakes West Indian voyage. 1591 folgte er dem Earl of Essex in den Achten Hugenottenkrieg. 1596 wurde er nach der Eroberung von Cádiz von Königin Elisabeth I. zum Knight geschlagen. Ein Jahr später war er am Feldzug gegen die portugiesischen Azoren beteiligt. 1598 wurde er in Gray’s Inn aufgenommen, doch strebte er später keine Juristenkarriere an. Während der frühen Herrschaft Jakob VI. kämpfte er auf Seiten der Niederlande im Achtzigjährigen Krieg.
In dieser Zeit setzte er sich auch für die Virginia Company of London ein, die eine Kolonie in der Neuen Welt einrichten wollte. 1609 wurde er zum ersten königlichen Gouverneur Virginias ernannt. Nach einer turbulenten Überquerung des Atlantiks, die Shakespeares Theaterstück Der Sturm inspirieren würde, erreichte er erst im Mai 1610 die Kolonie. Diese hatte unter der Führung seines Vorgängers George Percy nur schwerlich die „Hungerzeit“ im vorangegangenen Winter überlebt. Dort richtete er zunächst eine Reihe an disziplinarischen Gesetzen ein, die zwei Jahre später als For the Colony in Virginea Brittania. Lawes Divine, Morall and Martiall, &c veröffentlicht wurden. Schon bald gab er jedoch zusammen mit den weiteren Kolonisten die Kolonie auf.
Gates wurde bereits im Juni 1610, also nach einer einmonatigen Amtszeit, von Thomas West, 3. Baron De La Warr abgelöst. Dieser ordnete den Kolonisten an, nach Jamestown zurückzukehren und ernannte Gates zu seinem Stellvertreter. Im Juli 1610 kehrte er nach England zurück, wo er als Held gefeiert wurde. Ein Jahr später segelte er zurück nach Virginia und übernahm als Stellvertreter Wests die Regierungsgeschäfte, da West auf Grund einer Krankheit nach England zurückgekehrt war. Als dieser verstärkte er die Verteidigungsanlagen der Kolonie, die sich im Ersten Englischen Powhatankrieg befand, und errichtete einige öffentliche Gebäude in Jamestown. Seine Siege gegen die Powhatan-Konföderation ermöglichten eine Expansion der Kolonie und die Gründung weiterer Siedlungen wie Henricus. 1614 verließ er die Kolonie wieder. Sein Nachfolger war sein Freund Thomas Dale.
In England beschäftigte er sich weiterhin mit der Neuen Welt. Er verstarb 1622 in den Niederlanden.
Gates hatte mindestens fünf Kinder mit einer Frau, deren Identität nicht bekannt ist.